# Stormvloed van 838
Tijdens de stormvloed van 838 komt op 26 december een groot deel van het grondgebied van het huidige Noordwest-Nederland, toen behorend tot het Frankische Rijk, onder water te staan. Er waren nog geen dijken van enige omvang, mensen woonden op terpen en er waren natuurlijke duinen.
De stormvloed wordt genoemd in twee onafhankelijke geschriften. Het eerste is afkomstig van de Franse bisschop Prudentius van Troyes. Het tweede dat melding maakt van de stormvloed komt uit de zogenaamde Annales Xantenses, een Karolingisch geschiedwerk. Beide melden grote overstromingen met als gevolg dat een groot aantal plaatsen werd verwoest en veel mensen verdronken.
In Oost-Friesland ontstond als gevolg van de stormramp de Leybocht, een zeearm nabij de stad Norden.
838 · 1014 · 1042 · 1134 · 1163 · 1164 · 1170 · 1196 · 1212 · 1214 · 1219 · 1220 · 1221 · 1248/1249 · 1277 · 1280 · 1282 · 1287 · 1288 (I) · 1288 (II) · 1322 · 1334 · 1362 · 1374 · 1375 · 1377 · 1404 · 1421 · 1424 · 1468 · 1477 · 1509 · 1514 · 1530 · 1532 · 1552 · 1566 · 1570 · 1610 · 1643 · 1651 · 1675 · 1682 · 1686 · 1703 · 1717 · 1726 · 1741 · 1775 · 1776 · 1784 · 1799 · 1808 · 1809 · 1820 · 1825 · 1855 · 1861 (I) · 1861 (II) · 1877 · 1906 · 1916 · 1926 · 1953 · 1962 · 1993 · 1995 · 2006 · 2021